# Floyd Mayweather Jr. vs. Manny Pacquiao

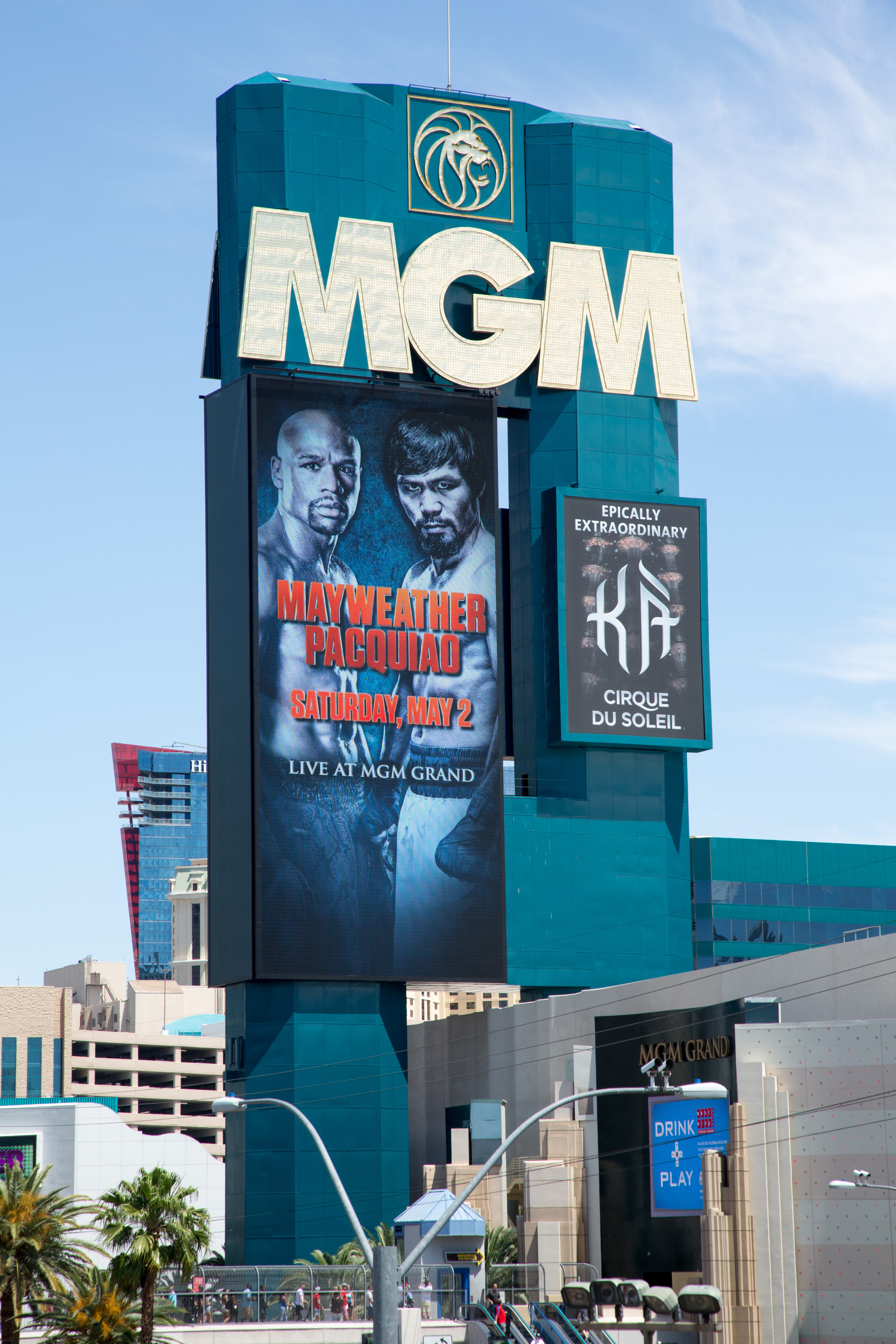
Cartellone pubblicitario dell'incontro

Floyd Mayweather Jr. vs. Manny Pacquiao, noto anche come The Fight of the Century (L'incontro del secolo), è stato uno storico incontro di pugilato tra il campione mondiale in otto divisioni di peso Manny Pacquiao e l'imbattuto campione in cinque categorie di peso Floyd Mayweather Jr.. Il match si è svolto il 2 maggio 2015 all'MGM Grand Garden Arena di Las Vegas. Mayweather ha vinto l'incontro per decisione unanime, con i punteggi di 116-112 secondo i due giudici di gara Burt Clements e Glenn Feldman, e di 118-110 secondo Dave Moretti.
Nonostante le aspettative che il match potesse battere tutti i record di incassi nella storia della disciplina già dal 2009, disaccordi tra i due enti hanno impedito il concretizzarsi della sfida sino al 2015. Il fallimento delle trattative per finalizzare l'incontro è stato nominato evento dell'anno dalla rivista Ring Magazine nel 2010. Nel 2015 le negoziazioni sono state finalizzate e tutti i problemi che avevano impedito il concretizzarsi del match sono stati risolti, inclusi la suddivisione delle borse, i rigidi controlli antidoping e il luogo da scegliere per la competizione.
La sfida è stata trasmessa via pay-per-view ed ha visto la collaborazione tra HBO e Showtime. Nelle Filippine, l'incontro è stato trasmesso in differita dalle tre maggiori compagnie televisive del paese. Con un guadagno di 500 milioni di dollari, l'incontro ha prodotto degli introiti senza precedenti nella storia del pugilato, superando il precedente record di 150 milioni di dollari appartenente alla sfida tra Mayweather e Saúl Álvarez. È inoltre diventato l'evento in pay-per-view più acquistato nella storia, sorpassando il riconoscimento appartenuto al match Floyd Mayweather Jr. vs. Oscar de la Hoya del 2007 che ha prodotto circa 2.5 milioni di acquisti.
Nonostante la grande promozione che ha accompagnato la sfida, l'incontro è stato considerato deludente e non all'altezza delle aspettative, principalmente a causa dello stile prettamente difensivo di Mayweather e della difficoltà di Pacquiao nel riuscire a colpirlo. Al termine della competizione, è stato rivelato che Pacquiao aveva sostenuto un infortunio alla spalla destra prima della sfida e nonostante il dolore fosse inizialmente sparito, questo si sarebbe riacutizzato nel corso della quarta tornata dell'incontro. 

## Contesto
L'ufficialità dell'incontro viene data il 20 febbraio 2015 da Mayweather, il quale posta su Twitter la foto del contratto per il match. Per quest'ultimo non viene sancito alcun tour promozionale e l'11 marzo 2015 si tiene a Los Angeles la prima e unica conferenza stampa (prima della settimana del match) per pubblicizzare l'incontro.
Per la sua preparazione fisica Pacquiao si reca in California. È inizialmente dato sfavorito dai bookmaker ma col passare dei giorni il divario si rende meno marcato e le quote di Mayweather calano significativamente. Nel corso delle settimane che precedono l'evento, Pacquiao riceve inoltre la visita di numerose celebrità del mondo dello sport e del cinema. Il 29 aprile 2015 si svolge a Las Vegas la seconda e ultima conferenza stampa prima delle operazioni di peso, il cui limite è fissato a 66,7 kg (147 libbre).
Per contratto, il match prevede una borsa garantita complessiva di 200 milioni di dollari (120 vanno a Mayweather, 80 a Pacquiao), mentre il prezzo minimo dei biglietti parte dai 1 500 dollari. Secondo molte stime, date le enormi cifre in gioco, il "Match del Secolo" è destinato a battere tutti i record di incassi e di audience.

## L'incontro

### Cartellini di punteggio
| Giudice       | Pugile     | 1  | 2  | 3  | 4  | 5  | 6  | 7  | 8  | 9  | 10 | 11 | 12 | Totale |
| ------------- | ---------- | -- | -- | -- | -- | -- | -- | -- | -- | -- | -- | -- | -- | ------ |
| Burt Clements | Mayweather | 10 | 10 | 10 | 9  | 10 | 9  | 10 | 10 | 9  | 9  | 10 | 10 | 116    |
|               | Pacquiao   | 9  | 9  | 9  | 10 | 9  | 10 | 9  | 9  | 10 | 10 | 9  | 9  | 112    |
| Glenn Feldman | Mayweather | 10 | 10 | 10 | 9  | 10 | 9  | 10 | 10 | 9  | 9  | 10 | 10 | 116    |
|               | Pacquiao   | 9  | 9  | 9  | 10 | 9  | 10 | 9  | 9  | 10 | 10 | 9  | 9  | 112    |
| Dave Moretti  | Mayweather | 10 | 10 | 10 | 9  | 10 | 9  | 10 | 10 | 10 | 10 | 10 | 10 | 118    |
|               | Pacquiao   | 9  | 9  | 9  | 10 | 9  | 10 | 9  | 9  | 9  | 9  | 9  | 9  | 110    |